# Parafia św. Stefana Węgierskiego w Barwicach
Parafia pw. św. Stefana Węgierskiego w Barwicach – rzymskokatolicka parafia należąca do dekanatu Barwice, diecezji koszalińsko-kołobrzeskiej, metropolii szczecińsko-kamieńskiej. Została utworzona w 1951 roku. Siedziba parafii mieści się w Barwicach. Aktualnie proboszcz parafii w Barwicach piastuje urząd dziekana. 

## Miejsca święte

### Kościół parafialny
Kościół pw. św. Stefana Węgierskiego w Barwicach

### Kościoły filialne i kaplice
- Kościół pw. św. Kazimierza w Kiełpinie[1]
- Kościół pw. Narodzenia Najświętszej Maryi Panny w Ostropolu[1]
- Kościół w Piaskach[1]
- Punkt odprawiania Mszy św. w Chwalimkach[1]

## Duszpasterze
Proboszczowie:
1. ks. Jan Terlaga, od 19 marca 1946 do maja 1946
2. ks. Edward Zahorenko, od 26 maja 1946 do 8 sierpnia 1959
3. ks. Jan Wysocki, od 9 sierpnia 1959 do 2 lipca 1978
4. ks. Zbigniew Regliński, od 3 lipca 1978 do 23 sierpnia 1985
5. ks. Władysław Nowicki, od 24 sierpnia 1985 do 31 sierpnia 1998
6. ks. Kazimierz Gierszewski, od 1 września 1998 do 27 stycznia 1999
7. ks. Krzysztof Ziemnicki, 28 stycznia 1999 do 3 października 2015
8. ks. Tomasz Jaskółka, 18 grudnia 2014 do 17 sierpnia 2020
9. ks. Adam Paź, od 18 sierpnia 2020